# Udvardy Péter
Udvardy Péter (Budapest, 1972 –) magyar agrármérnök, egyetemi docens, a Nyugat-magyarországi Egyetem Roth Gyula Erdészeti és Vadgazdálkodási Tudományok Doktori Iskola oktatója. A Magyar Tudományos Akadémia Talajtani, Vízgazdálkodási és Növénytermesztési Tudományos Bizottságának tagja.

## Pályafutása
1998 óta tanít a Nyugat-magyarországi Egyetem Geoinformatikai Karán a Földrendezői Tanszéken. Oktatott tárgyai: Vidék- és területfejlesztés, EU agrárpolitika, Településszociológia és Meteorológiai ismeretek. Kutatási területei: vidékfejlesztés, környezetvédelem és térinformatika, ökológiai modellezés, térbeli döntések támogatása. PhD fokozatát 2001-ben szerezte meg, doktori disszertációjának címe: Étkezési és abrakhüvelyesek mikroelem ellátottságának, felvehetőségének és pótlási lehetőségeinek vizsgálata az Észak Pannon térség meszes öntéstalajain. (Ph.D. értekezés. Mosonmagyaróvár - Keszthely, 2001.) Oktatói és tudományos munkáján kívül tagja tudományos szervezeteknek, és Erasmus-koordinátor.

## Tudományos publikációi (válogatás)

### Magyar nyelven
- Udvardy Péter, Katona János, Horoszné Gulyás Margit, Katonáné Gombás Katalin, Mizseiné Nyiri Judit: Városok öko-környezetének vizsgálata. In: Albert L, Bidló A, Gribovszki Z, Horoszné G M, Horváth A, Jancsó T (szerk.) In Városok öko-környezetének komplex vizsgálata a Nyugat dunántúli Régióban. Sopron: Nyugat-magyarországi Egyetem Kiadó, 2012. pp. 37–57. ISBN 978-963-334-084-4
- Udvardy Péter: A vidékfejlesztés regionális kérdései. In: Lóki József (szerk.) Térinformatikai Konferencia és Szakkiállítás: Az elmélet és gyakorlat találkozása. Debrecen : Debreceni Egyetem Természetföldrajzi és Geoinformatikai Tanszék, 2011. pp. 243–250. ISBN 978-963-318-116-4

### Angol nyelven
- Du Lingtong, Tian Qingjiu, Yu Tao, Meng Qingyan, Jancso Tamas, UDVARDY Peter, Huang Yan: A comprehensive drought monitoring method integrating MODIS and TRMM data. INTERNATIONAL JOURNAL OF APPLIED EARTH OBSERVATION AND GEOINFORMATION 23: pp. 245–253. (2013)[6]
- Mizseiné Ny J, Horoszné G M, UDVARDY P, Katonáné G K, Katona J: Complex eco-environmental study on urban area of Székesfehérvár. In: Neményi M, Heil B (szerk.) The Impact of Urbanization, Industrial and Agricultural Technologies on the Natural Environment: International Scientific Conference on Sustainable Development & Ecological Footprint. Sopron: Nyugat-magyarországi Egyetem Kiadó, 2012. pp. 1–8. ISBN 978 963 334 047 9

## Szervezeti tagság
- MTA Talajtani, Vízgazdálkodási és Növénytermesztési Tudományos Bizottság
- Veszprémi Területi Bizottság

## További információ
- Országos doktori jegyzék. [Budapest], Doktoranduszok Országos Szövetsége, 1999-2002. I-IV. köt. ill.